# Иван Драшков
Иван Иванов Драшков е български офицер от Държавна сигурност и Държавна агенция „Национална сигурност“ (генерал-майор).

## Биография
Иван Драшков е роден на 29 април 1956 година в Ловеч в семейството на учител, родом от близкото село Българене, който от 20-те години е активист на Българската комунистическа партия (БКП). Има сестра и по-голям брат, който от края на 70-те години работи като дипломат. През 1975 година завършва с отличен успех Гимназията с преподаване на немски език „Ернст Телман“ в родния си град. След това отбива военната си служба, като завършва Народната школа за запасни офицери „Христо Ботев“ в Плевен с квалификация на радиотелеграфист и служи в Ямбол, стигайки до длъжността командир на свързочен взвод.
След като се уволнява от армията от есента на 1977 година следва право в Софийския университет „Климент Охридски“, където се дипломира през 1982 година. През 1981 година става член на БКП. През 1982 – 1983 година преминава едногодишен стаж в Софийския окръжен съд, след което става юрисконсулт в Агенцията за авторско право при Комитета за култура. Малко след това започва опити да постъпи в Държавна сигурност, което постига след продължило почти две години вътрешно проучване в службата, което се занимава с личния му живот (два развода и повторен брак с първата му съпруга), недостатъчната политическа активност на баща му и продължително пътуване на Драшков в чужбина при посещение на брат му, който е на работа в Норвегия.
Драшков е назначен в Държавна сигурност на 7 февруари 1986 година като разузнавач със звание лейтенант в 01 отделение (наблюдаващо посолството на Австрия и търговското представителство на Западна Германия) в 03 отдел (за Западна Германия, Австрия и Франция) на Второ главно управление (контраразузнаване). От септември същата година преминава едногодишен курс във Висшата специална школа „Георги Димитров“ към Министерството на вътрешните работи (МВР). От август 1987 до февруари 1988 година е командирован в Кърджали в помощ на местните структури на Държавна сигурност във връзка с т.нар. „Възродителен процес“. През следващите месеци бързо навлиза в работата на службата, като според преките му ръководители „притежава афинитет към агентурната работа“, а на 3 август 1989 година е повишен в старши лейтенант.
При преобразуването на Държавна сигурност в началото на 1990 година Иван Драшков е прехвърлен в новосъздадената Национална служба за защита на конституцията, преименувана малко по-късно в Национална служба за сигурност (НСС). През 1991 година напуска по собствено желание и се опитва да се занимава с търговска дейност заедно със свой колега, но през следващата година се връща на работа в службата, където е назначен в сектор „Б-02“ (контраразузнаване по линия на Русия).
В началото на 1998 година Драшков е повишен в началник на направление „Б“ (контраразузнаване) в НСС. На този пост по нареждане на директора на НСС Атанас Атанасов организира подготовката на доклад, изброяващ 226 висши служители в администрацията подозирани в корупция, който става причина за значително реорганизиране на правителството на Иван Костов в края на 1999 година. През ноември 1999 година е повишен в заместник-директор на НСС. След идването на власт на правителството на Симеон Сакскобургготски Атанасов се оттегля от ръководството на НСС и през декември 2001 година Драшков става временно изпълняващ длъжността директор на службата. Очаква се той да оглави за постоянно службата, за което се застъпва и главният секретар на МВР Бойко Борисов, но вътрешният министър Георги Петканов и президентът Георги Първанов предпочитат назначението на Иван Чобанов, който става директор през февруари 2002 година. Продължава да работи като заместник-директор на НСС и на 27 декември 2005 година е повишен в генерал-майор.
На 11 януари 2007 година Иван Драшков става директор на НСС, а малко след това негови заместници стават Цветлин Йовчев и Веселин Марков. Той остава на този пост до 1 януари 2008 година, когато НСС е слята с няколко други служби в новосъздадената Държавна агенция „Национална сигурност“ (ДАНС), която е оглавена от Петко Сертов, а Драшков става негов заместник.
През лятото на 2008 година Драшков е въвлечен в шумния скандал около Информационно дело „Галерия“ - вътрешно разследване за изтичане на информация от ДАНС, при което службата прибягва до незаконни методи, включително подслушване на журналисти и политици – и на 9 октомври е освободен от ДАНС. Уволнението му е мотивирано с това, че е организирал подписка сред служители на ДАНС, която обвинява в оповестяване на класифицирана информация Татяна Дончева, член на парламентарната анкетна комисия по случая с „Галерия“. Уволнението на Драшков е критикувано от доскорошния вътрешен министър Румен Петков и лидерът на Движението за права и свободи, една от партиите в управляващата коалиция, Ахмед Доган. Непосредствено след Драшков агенцията напускат и заместниците му Цветлин Йовчев и Веселин Марков. В същото време в медиите се развива кампания, изнасяща компрометираща информация за близки роднини на Драшков – през 2007 година синът му получава значителен кредит за строителството на жилищен комплекс от фалиралата по-късно Корпоративна търговска банка, а брат му е обвиняван в покупката на общински недвижим имот, при която според кмета Бойко Борисов подписът му е фалшифициран.
Малко след като напуска ДАНС Цветлин Йовчев регистрира търговското дружество „Регулус Консулт“, а на 12 декември Иван Драшков става негов управител. На 10 август 2009 година, малко след идването на власт на правителството на Бойко Борисов, Цветлин Йовчев става председател на ДАНС и отстранява множество висши служители на агенцията, а на 16 октомври Върховният административен съд отменя заповедта за уволнение на Драшков и от 11 декември той отново става заместник-председател на ДАНС. Той напуска службата по собствено желание на 16 март 2012 година.